# LibreCMC
LibreCMC ist eine eingebettete GNU/Linux-Distribution für Geräte mit begrenzten Ressourcen, wie z. B. WLAN-Router. Obwohl für LibreCMC WLAN-Router ein Hauptziel der Entwicklungsarbeiten sind, bietet es Unterstützung für eine Anzahl weiterer Geräte und Anwendungsfälle, wie z. B. Pocket-Computer. 2015 fusionierte LibreCMC mit LibreWRT, da beide viele gemeinsame Ziele haben und um diese zu bündeln. LibreCMC nutzt openWrt als Basis, entfernt jedoch die dort enthaltene proprietäre Software und ist somit eine vollständig freie GNU/Linux-Distribution.
Der Bezeichner wurde aus dem spanischen libre (für frei) und der Abkürzung zum englischen Concurrent Machine Cluster gebildet.

## Geschichte

### Versionsgeschichte
| Version                      | Codename        | Veröffentlichung | Revisionsnummer | Bemerkungen / Neuerungen                                            |
| ---------------------------- | --------------- | ---------------- | --------------- | ------------------------------------------------------------------- |
| 1.2                          | Delusional Dan  | 2014             |                 | Erste binäre Veröffentlichung                                       |
| 1.3                          | Elegant Eleanor | 2015             | 1.3.2           | Zusammenlegung mit LibreWRT, LTS                                    |
| 1.4                          | Frivolous Fred  | 2019             | 1.4.9           | Veröffentlichung basierend auf LEDE                                 |
| 1.5                          | —               | 2019             | 1.5.0a          | Veröffentlichung basierend auf upstream's 19.07, ein Zweig von LEDE |
| Alte VersionAktuelle Version |                 |                  |                 |                                                                     |

## Unterstützte Hardware
Folgende Geräte werden offiziell unterstützt (Stand März 2020):
Buffalo
- WZR-HP-G300NH
- WHR-HP-G300NH

Netgear
- WNDR3800
  - v1.x

TP-Link
- TL-MR3020
  - v1
- TL-WR741ND
  - v1 - v2,
  - v4.20 - v4.27
- TL-WR841ND
  - v5.x
  - v8.x
  - v9.x
- TL-WR842ND
  - v1
  - v2
- TL-WR1043ND
  - v1.x
  - v2.x

ThinkPenguin
- TPE-NWIFIROUTER2
- TPE-R1100

Qi-Hardware
- Ben Nanonote